# Лекеров, Азимбай Лекерович
Азимбай Лекерович Лекеров (1901 — 26.02.1938) — казахский советский политический, государственный деятель. Ученый-экономист, профессор.

## Биография
Родился в 1901 в местечке Кызыл-Шилик Павлодарского уезда Семипалатинской области (ныне — Чарский район). Казах. Отец крестьянин-скотовод. В семье еще 5 братьев.
В 1920 году окончил Семипалатинскую мужскую гимназию.
В 1920—1921 годах инструктор губисполкома Инородческого отдела Семипалатинского губревкома, уполномоченный по организации органов советской власти среди казахов Зайсанского уезда.
В 1921 — 02.1922 — председатель Каркаралинского уисполкома.
В 02-06.1922 — председатель Павлодарского уисполкома.
С июня 1922 года — заведующий отделом управления — заместитель председателя Павлодарского уисполкома.
В 1923 году — председатель Букеевского губернского исполкома.
24.03.1925 — 06.02.1926 — председатель Актюбинского губернского исполкома.
В 1926-09.1926 — заведующий Главполитпросветом Наркомата просвещения КАССР, заведующий главным управлением профтехобразования и вузов Наркомата просвещения КАССР.
Сентябрь 1926 — май 1927 гг. — председатель Центрального совета народного хозяйства Казахской АССР.
В 1927—1928 годах был слушателем лекторских курсов при Коммунистическом университете трудящихся Востока имени Сталина в Москве.
В 1928—1932 гг. учился в Институте красной профессуры в Москве, по специальности «экономист-плановик».
В 1932—1933 гг. — первый заместитель председателя Госплана КАССР.
В 1932—1934 гг. — заведующий кафедрой политэкономии и теории советского права КазПИ.
В 1933 году — председатель Алма-Атинского облплана, заместитель директора — заведующий сектором экономики Казахстана КазНИИ марксизма-ленинизма.
С 1933 по 1937 год — директор КНИИМЛ-КИМЭЛС (Казахский научно-исследовательский институт марксизма и ленинизма — Казахский институт им. К. Маркса, Ф. Энгельса, Ленина, Сталина).
Кандидат в члены ВЦИКа (1923), член КазЦИКа 9 созыва (1935). Делегат ряда Всесоюзных, Всероссийских и Казахстанских съездов ВКП(б).
20 июля 1937 года арестован. 26 февраля 1938 года выездная сессия Военной Коллегии Верховного Суда СССР признала доказанным обвинение в преступлениях, предусмотренных статьями 58-7, 58-8, 58-11 УК РСФСР и приговорила к высшей мере наказания. Расстрелян в день вынесения приговора.
7 декабря 1957 года реабилитирован Военной коллегией Верховного Суда СССР: за отсутствием состава преступления.